# 刘再生
刘再生（1909年10月—1987年3月2日），原名刘福泰，河北省滦县柳赞三村（今属滦南县)人。中国科学院半导体研究所所长兼党委书记。

## 生平
1924年，毕业于直隶公立工业专门学校。1928年，赴日本仙台东北帝国大学工学部机械系学习。九一八事变后未毕业就回国参加救亡运动。
1937年10月，赴延安入陕北公学和中国人民抗日军政大学学习。1938年4月加入中国共产党。毕业后1939年2月到晋察冀边区，1939年4月任晋察冀军区工业部首任部长，领导边区的兵工事业。
1946年任晋察冀边区政府工业局副局长、兴华实业公司经理、华北联合大学工学院院长、天津市军管会工业接管处处长兼天津中国纺织公司总军事代表。 
中华人民共和国成立后，任纺织工业部华北纺织管理局局长、山东省科学技术委员会副主任等职。1962年调任中国科学院半导体研究所所长兼党委书记。1977年改任副所长，黄昆任所长。